# Mirion Malle
Mirion Malle (Charente Marittima, 7 luglio 1992) è una fumettista, illustratrice e scrittrice francese.
Nel 2011 ha dato vita al blog a fumetti Commando Culotte, dedicato all’analisi della rappresentazione delle donne e delle minoranze nella cultura pop, in particolare nei film e nelle serie tv.

## Biografia
Dopo aver studiato teatro a Tolosa, si diploma in fumetto presso la École Superieure des Arts Saint-Luc a Bruxelles. Ha proseguito poi gli studi con un master in Sociologia, specializzandosi in Studi di genere e femministi alla Université du Québec di Montréal.
Fa parte del collettivo femminista Collectif des créatrices de bande dessinée contre le sexisme (Collettivo delle fumettiste contro il sessismo).
Nel 2016 pubblica il fumetto Commando Culotte. L'opera raccoglie una parte delle tavole comparse sul blog omonimo e analizza film e serie tv come Game of Thrones, Sixteen Candles o Love Actually da una prospettiva femminista e ironica, mettendo in luce il ruolo che occupano le donne nei prodotti culturali di successo e l’impatto degli stereotipi di genere nella società. Nel 2021 la raccolta viene tradotta e presentata al pubblico italiano da L'orma editore.
Nel 2019 pubblica La Ligue des super féministes (La lega delle super femministe), che nel 2020 arriva finalista al Premio Jeunesse della 47ª edizione del Festival International de la Bande Dessinée di Angoulême. Rivolto a un pubblico di ragazze e ragazzi, il fumetto affronta temi come il sessismo, il consenso e l'identificazione, fornendo una «piccola guida all’autodifesa femminista».
Nel gennaio 2020 ha pubblicato il suo primo graphic novel dal titolo C’est comme ça que je disparais (Come sono scomparsa) in cui racconta la sua vita a Montréal.

## Opere
- Commando Culotte, les dessous du genre et de la pop culture, 619 Label, 2016.
  - in italiano: Commando Culotte: scorribande di genere nell’intimo della cultura pop, traduzione di Elena Vozzi e Lorenzo Flabbi, L’orma editore, Roma 2021, ISBN 9788831312691).
- Les règles, quelle aventure!, testi di Elise Thiébaut, La ville brûle, 2017.
- La Ligue des super-féministes, La ville brûle, 2019.
- Ce que pèsent les mots, testi di Lucy Michel, La ville brûle, 2020.
- C’est comme ça que je disparais, La ville brûle, 2020.
- Sous nos yeux, testi di Iris Brey, La ville brûle, 2021.